# Congresso di Luc'k
Il Congresso di Luc'k fu una riunione diplomatica tenutasi al castello di Ljubart a Luc'k, nel Granducato di Lituania (oggi in Ucraina) per un periodo di 13 settimane a partire dal 6 gennaio 1429. Il principale argomento di discussione riguardò l'eventualità di incoronare Vitoldo come re di Lituania. Gli altri argomenti trattati durante questa riunione riguardarono l'assedio di Moldavia, la costituzione di una potenziale coalizione contro l'Impero ottomano, il desiderio di migliorare le relazioni tra la Danimarca e la Lega anseatica, le unioni e le divisioni religiose, nonché varie questioni economiche, commerciali e fiscali di impatto minore.

## Partecipanti e delegati
Il congresso fu ospitato dal Granducato di Lituania e vi presenziarono, tra gli abitanti di tale entità statale, Vitoldo, altri aristocratici lituano-ruteni e alcuni esponenti religiosi. Tra i delegati stranieri presenti al congresso figuravano:
- Regno di Polonia: Ladislao II Jagellone, il vescovo di Cracovia, Zbigniew Oleśnicki, voivoda di Cracovia, Jan di Tarnów e magnati polacchi;
- Ungheria: il futuro imperatore del Sacro Romano Impero Sigismondo di Lussemburgo e sua moglie Barbara; rappresentanti di nobili famiglie tedesche, ceche, ungheresi e croate;
- Regno danese: Eric di Pomerania;
- Ordine di Livonia: Landmeister Cisse von Rutenberg e i suoi cavalieri;
- Stato monastico dei Cavalieri Teutonici: Komtur di Balga;
- Papa Martino V inviò il suo legato Andrea Domenicano;
- Impero bizantino: delegati dell'imperatore Giovanni VIII Paleologo;
- Moscovia: Basilio II di Russia, Metropolita di Kiev a Mosca Fozio;
- Principato di Tver': Boris il Grande;
- Principato di Rjazan': Ivan Fjodorovič;
- Delegati della Moldavia;
- I khan del Volga, del Don e di Perekop.

Stando ai resoconti storici, gli ospiti festeggiarono, banchettarono e cacciarono fino all'inizio dei negoziati diplomatici: per ogni giornata di celebrazione vennero consumati 700 barili di miele, vino, 700 buoi, 1.400 pecore, centinaia di alci, cinghiali e altri piatti. Gli ospiti presenziavano altresì a tornei medievali. Lavorando per Vitoldo, il giullare Henne spiava Sigismondo di Lussemburgo con la scusa di intrattenere i delegati. Si pensa che l'incontro diplomatico abbia avuto luogo nel salone principale del castello di Lubart, mentre altri credono possa aver avuto luogo invece nel palazzo di Vitoldo, situato vicino al monastero domenicano.

## Questioni affrontate

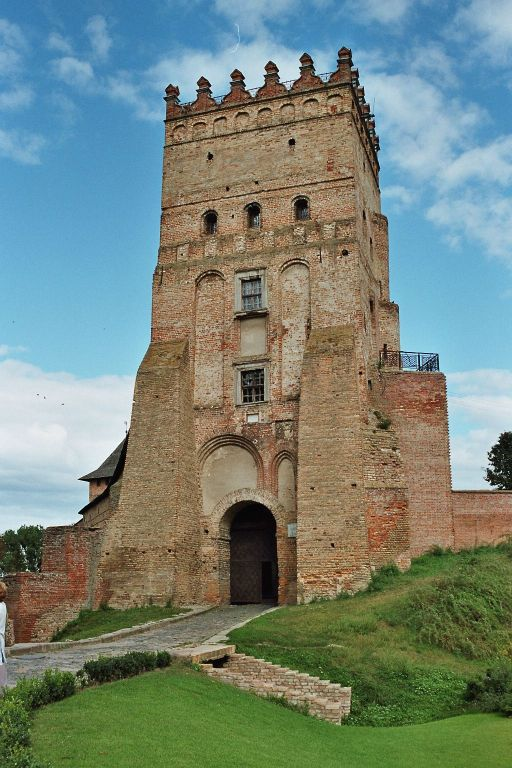
La torre del castello di Luc'k

- Il destino della Valacchia: ungheresi, ottomani e polacchi effettuavano tutti delle rivendicazioni territoriali sulla Moldavia. In base all'accordo del 1412, la Moldavia avrebbe dovuto agire dalla parte di Sigismondo nella lotta con i turchi, ma non riuscì a dare seguito al patto. Data la situazione, Sigismondo di Lussemburgo suggerì che questa regione geografica andasse suddivisa tra Polonia e Ungheria;[5]
- La costituzione di una coalizione anti-ottomana: espandendo i loro interessi sui Balcani e sul bacino del Danubio, i sovrani erano preoccupati per la minaccia turca. Sebbene le relazioni tra la Sublime porta e i romei fossero state a volte pacifiche, non si intravedeva alcune speranza che nel futuro non scoppiassero conflitti dopo l'assedio di Tessalonica (1422-1430) che finì a favore degli ottomani e l'assedio di Costantinopoli del 1422. I re magiari e tedeschi proposero alla Lituania e alla Polonia di partecipare alla coalizione:  tuttavia, la delegazione polacca espresse la sua riluttanza a correre un rischio così grande fino a quando l'alleanza non avrebbe coinvolto ancora più stati;[6]
- Diplomazia tra la Danimarca e la Lega anseatica: il re danese Eric di Pomerania appariva interessato a regolare le relazioni con le città anseatiche perché gli scontri tra le due fazioni avevano spossato i combattenti danesi e prosciugato l'erario. Nonostante sia noto che si affrontò quest'argomento, non sono altrettanto conosciuti i risultati della discussione;[7]
- Divergenze religiose: al congresso si propose di realizzare un'eventuale unione tra la Chiesa cattolica e quella ortodossa. Sigismondo di Lussemburgo e il legato pontificio si dimostrarono propensi, ma gli altri membri che ricoprivano cariche clericali rifiutarono di presenziare alla discussione. Si discusse inoltre della frammentazione tra la chiesa cattolica e le attività degli hussiti in Boemia.[8]

L'obiettivo principale del consiglio, ovvero formulare una strategia di difesa per proteggere l'Europa dai turchi ottomani, non si raggiunse perché a Luc'k finirono per prevalere le discussioni su un altro argomento. Sigismondo di Lussemburgo sostenne con vigore l'ipotesi di incoronare Vitoldo come monarca di Lituania: l'intento che si celava dietro a questa proposta era quello di allontanare la Lituania e la Polonia, di recente avvicinatesi con l'Unione di Krewo del 1386, e che dunque rischiavano di diventare una nuova temibile potenza nell'Europa orientale.

## Conseguenze

### Polonia e Lituania
Nel momento in cui si tenne il congresso di Luc'k, la nobiltà lituana si dimostrava favorevole all'incoronazione di Vitoldo, dal momento che il paese avrebbe potuto auspicare a una maggiore autonomia all'interno del regno; di tutt'altro avviso era invece la szlachta, che temeva di perdere l'influenza di recente acquisita su Vilnius. Benché Vitoldo avesse accettato l'offerta della corona, le forze polacche intercettarono il trasporto al confine tra la Polonia e la Lituania e la situazione precipitò in uno stallo politico e diplomatico. In merito alla questione, la posizione del sovrano Ladislao II Jagellone, noto in Lituania come Jogaila e cugino di Vitoldo, non è mai stata chiarita del tutto: sembra però che personalmente il sovrano non fosse avverso all'incoronazione di Vitoldo e anzi avesse dato anche il suo beneplacito, ma apparentemente non osò agire in aperta opposizione alla nobiltà polacca pur cercando di mediare tra le parti. In ogni caso dopo mesi di intense trattative l'incoronazione non si concretizzò, e Vitoldo morì poco dopo nel 1930.
Con la morte del cugino, Ladislao fu libero di esercitare il suo diritto sulla successione lituana, sostenendo suo fratello Švitrigaila come nuovo granduca: le relazioni tra Polonia e Lituania, che sembravano assumere un percorso nebuloso considerata la portata che potenzialmente poteva assumere la riunione tenutasi a Luc'k, non si incrinarono in maniera irreversibile, continuando invece ad essere coltivate e portando a quel percorso che sarebbe culminato poco più di un secolo dopo con l'Unione di Lublino (1569).

### La minaccia ottomana
Incapace di potersi difendere in assenza di un potente alleato esterno, l'Impero bizantino resistette fino per un altro ventennio circa, crollando per mano del sultano Maometto II nell'assedio del 1453. Nel corso dei secoli successivi, Costantinopoli, ribattezzata Istanbul, acquisì lo status di super potenza a livello economico, politico e soprattutto militare nell'Europa sud-orientale. In breve tempo, fu in grado di spingersi molto a nord insediandosi in Bulgaria, Serbia, la contesa Moldavia oggetto di discussione nel congresso di Luc'k e giungendo fino alle porte di Vienna. La Polonia e l'Ungheria dovettero continuare a scontrarsi con gli ottomani in varie occasioni (si vedano nello specifico le guerre polacco-ottomane e le guerre ottomano-ungheresi).